# Пода (приток Белой Холуницы)
Пода — река в России, протекает в Белохолуницком районе Кировской области. Устье реки находится в 77 км по левому берегу реки Белая Холуница. Длина реки составляет 14 км. 
Река берёт начало в лесу в 5 км к юго-востоку от центра города Белая Холуница. Течёт на северо-восток по ненаселённому лесу, впадает в восточный залив Белохолуницкого пруда, водохранилища на реке Белая Холуница, рядом с местом, где в него втекает Белая Холуница.

## Данные водного реестра
По данным государственного водного реестра России относится к Камскому бассейновому округу, водохозяйственный участок реки — Вятка от истока до города Киров, без реки Чепца, речной подбассейн реки — Вятка. Речной бассейн реки — Кама.
По данным геоинформационной системы водохозяйственного районирования территории РФ, подготовленной Федеральным агентством водных ресурсов:
- Код водного объекта в государственном водном реестре — 10010300212111100032188
- Код по гидрологической изученности (ГИ) — 111103218
- Код бассейна — 10.01.03.002
- Номер тома по ГИ — 11
- Выпуск по ГИ — 1